# Brookfield (Île-du-Prince-Édouard)
Pour les articles homonymes, voir Brookfield.
Brookfield est une communauté dans le comté de Queens de l'Île-du-Prince-Édouard, au nord-ouest de Charlottetown.